# Kabinett Josef Hoop II
Das Kabinett Josef Hoop II war vom  28. Februar 1936 bis 9. November 1944 die von Fürst Franz I. und seinem Nachfolger Franz Josef II. ernannte Regierung des Fürstentums Liechtenstein unter Vorsitz von Regierungschef Josef Hoop in seiner zweiten Amtszeit.
Nach den Landtagswahlen am 3. und 16. Februar 1936 bildete die Fortschrittliche Bürgerpartei (FBP) mit der aus der bisherigen Volkspartei (VP) und dem Liechtensteiner Heimatdienst (LHD) am 5. Januar 1936 gegründeten Vaterländischen Union (VU) eine Koalitionsregierung.
Die Amtszeit der Regierung war durch die Erhaltung von Demokratie und Unabhängigkeit des Landes geprägt. Dazu forcierte Hoop die Aussöhnung mit der VU, die ihn in der Spitzelaffäre 1937 noch zum Rücktritt zwingen wollte. Es kam zur echten Regierungsbeteiligung der VU und Einführung der Landtagsproporzwahl.
Die Arbeit der nationalsozialistischen Volksdeutschen Bewegung in Liechtenstein (VDBL), deren Exponenten den Anschluss an das Reich planten und versuchten dies am 24. März 1939 im Anschlussputsch durchzusetzen, waren eine Herausforderung für Hoops Regierung. Der NS-Staat sollte weder durch gewaltsame Auseinandersetzungen im Land zum Eingreifen ermuntert, noch in irgend anderer Weise provoziert werden. So blieben die Beziehungen im Zweiten Weltkrieg von demonstrativer Zurückhaltung und diplomatischer Höflichkeit geprägt. Gleichzeitig sollte die Unabhängigkeit durch eine immer engere Anbindung an die Schweiz bewahrt und das Land vor Krieg und NS-Herrschaft verschont werden. Der Regierung gelang dabei die Einbeziehung in die schweizerische Landesversorgung.

## Kabinettsmitglieder
|                               | Bild                                         | Name                | Amtszeit                            | Landschaft | Ressorts                       |  |
| Regierungschef                |                                              |                     |                                     |            |                                |  |
|                               | provisorischer Regierungschef Josef Hoop     | Josef Hoop          | 28. Februar 1936 – 9. November 1944 | Unterland  | ?                              |  |
| Regierungschef-Stellvertreter |                                              |                     |                                     |            |                                |  |
|                               | Regierungschef-Stellvertreter Anton Frommelt | Anton Frommelt      | 28. Februar 1936 – 30. März 1938    | Oberland   | ?                              |  |
|                               | Regierungschef-Stellvertreter Alois Vogt     | Alois Vogt          | 30. März 1938 – 9. November 1944    | Oberland   | - Wirtschaft                   |  |
| Regierungsräte                |                                              |                     |                                     |            |                                |  |
|                               | Regierungsrat Peter Büchel                   | Peter Büchel        | 28. Februar 1936 – 30. März 1938    | Unterland  | ?                              |  |
|                               | Regierungsrat Alois Schädler                 | Alois Schädler      | 28. Februar 1936 – 30. März 1938    | Oberland   | ?                              |  |
|                               | Regierungsrat Anton Frommelt                 | Anton Frommelt      | 30. März 1938 – 9. November 1944    | Oberland   | - Bauwesen - Schulwesen - Post |  |
|                               | Regierungsrat Arnold Hoop                    | Arnold Hoop         | 30. März 1938 – 1940                | Unterland  | ?                              |  |
|                               | Regierungsrat Johann Georg Hasler            | Johann Georg Hasler | 13. August 1941 – 9. November 1944  | Unterland  | ?                              |  |